# Mikołaj Wolski (1490–1567)
Mikołaj Wolski herbu Półkozic (ur. w 1490 roku, zm. 3 marca 1567 roku) – duchowny katolicki, proboszcz płocki. W latach 1561–1562 biskup ordynariusz chełmski. 31 sierpnia 1562 przeniesiony na funkcję biskupa kujawskiego, prepozyt płocki, doradca króla Zygmunta Augusta w sprawach polityki zagranicznej.

## Życiorys
Uczestniczył w synodzie w Warszawie w 1561 roku.
W katedrze w Warszawie zachowała się jego płyta nagrobna (i jego brata Stanisława).